# フランソワ＝ジョゼフ・タルマ

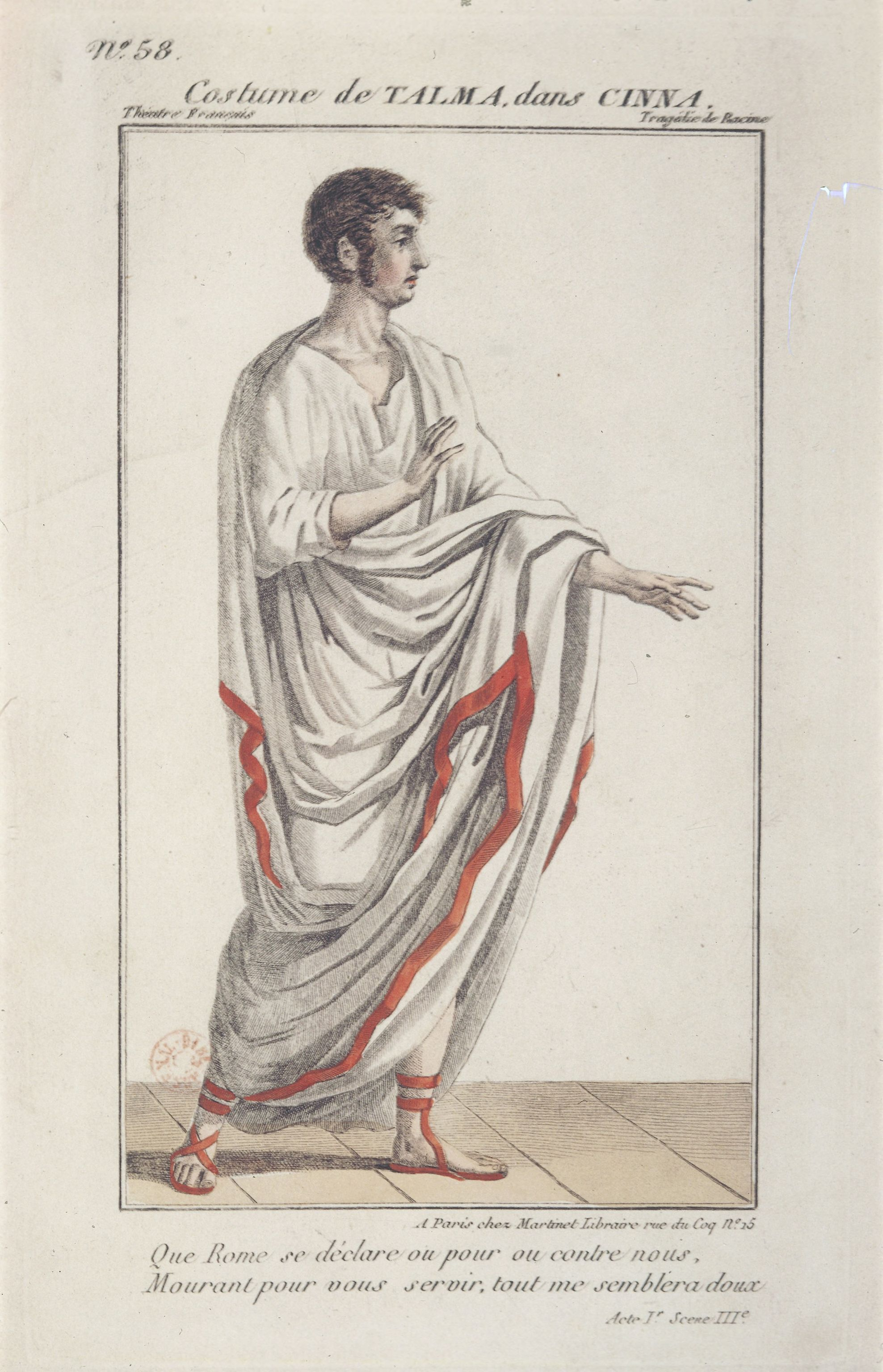
キンナを演ずるタルマ。

フランソワ＝ジョゼフ・タルマ（François-Joseph Talma、1763年1月15日 - 1826年10月19日）は、フランスの俳優。

## 人物
パリ出身。タルマの父は歯科医でロンドンに移った。父の後を追いタルマはイギリスに渡り、ヴィクトリア朝演劇に感銘を受けた。イギリスで高い教育を受け、帰国後はパリで一年半、歯科医を開業した。タルマは舞台への熱烈な愛情を抱いていた。舞台への愛情は自ら加わっていた素人芝居の中で次第に醸成されていった。1787年11月21日、コメディ・フランセーズ上演されたヴォルテールの「マホメット」 (Mahomet) でプロとして初舞台を踏んだ。タルマの初舞台は高い評価を得たものの、次の役を得るのには長い時間を要した。
タルマは最初に少年役で評判になった。次いで、強さと情熱を兼ね備えた俳優として独自の位置を占めるようになっていった。俳優としてのタルマは、最も早くから舞台衣装と装置にリアリズムを追求した一人であった。彼の友人でもあった画家のジャック＝ルイ・ダヴィッドもこのようなリアリズムに新古典主義の立場から賛成していた。このようなリアリズムに関する傾向の第一歩は、彼が出演したヴォルテール作「ブルータス」の端役プロタロス役に見られる。プロタロスを演じたタルマは、トガとローマ風の頭飾りを再現し観客を大いに驚かせたと伝えられる。
タルマは俳優として、端正な肉体に加え、徐々に鍛えぬかれ完璧ともいえる力強い美声を兼ね備えていた。タルマは裕福な美女でジロンド派のサロンの花形であったジュリー・カロー嬢と結婚した。友人としては劇作家のマリー＝ジョゼフ・シェニエ、革命家のジョルジュ・ダントン、カミーユ・デムーランらがいた。また、ナポレオンとは親友であった。1789年にはシェニエ作の最初の革命劇、反王政劇とされる「シャルル9世、または王様の学校」 (Charles IX) に
出演している。また、ミラボー伯の指示で新たな劇場建設に動くが、これは政治的思潮ともあいまって、アカデミー・フランセーズの分裂劇を招くこととなった。フランス革命後はナポレオンに重用され、1808年にはナポレオンについてエルフルトに赴き「カエサルの死」 (Mort de Cesar) を演じている。5年後にはドレスデンにも赴いた。1826年、現在のパリ9区トゥール＝デ＝ダム街 (fr) 界隈で死去。